# Vignola
Vignola (Vgnôla in dialetto locale modenese) è un comune italiano di 26 179 abitanti della provincia di Modena in Emilia-Romagna. Dal 2001 la città è sede principale dell'unione di comuni "Unione Terre di Castelli".

## Geografia fisica
La città è collocata ai piedi delle prime colline dell'Appennino modenese, all'imbocco della valle del fiume Panaro, ed è comodamente raggiungibile sia da Modena, da cui dista circa 25 km, che da Bologna, da cui dista invece circa 30 km.

## Origini del nome
La denominazione Vignola, che deriva dal latino vineola, piccola vigna, indica la coltivazione della vite, in epoca romana largamente praticata sui terreni alluvionali del Panaro. Ancor oggi, anche se il tessuto economico locale è costituito da piccole e medie imprese che spaziano in diversi comparti economici, la vocazione agricola è molto radicata sul territorio, tanto che Vignola è conosciuta in tutta Europa per la sua produzione cerasicola; prima fra tutte la nota ciliegia Mora di Vignola.

## Storia
Nell'età del bronzo a Vignola si sviluppa la civiltà delle terramare, una cultura diffusa tra il Reno e il piacentino, strettamente imparentata con le civiltà palafitticole sorte intorno ai grandi laghi lombardi. Un insediamento terramaricolo è stato rinvenuto a sud-ovest di Vignola, nella frazione di Campiglio.
Da tempi immemorabili, l'alta pianura modenese e reggiana è abitata dai Liguri Friniati, il cui areale etnico comprendeva anche tutto l'Appennino modenese e reggiano fino alla Lunigiana e Garfagnana. Con l'espansione del dominio etrusco in Val Padana al fine di controllo delle rotte commerciali, la cultura locale subisce influenze etrusche, irradiate dall'epicentro etrusco di Bologna. L'immigrazione dei Celti nel Nord Italia (Gallia Cisalpina) pone bruscamente fine al sistema di rotte commerciali creato dagli etruschi in Val Padana. Vignola è insediata dai Galli Boi, che si fusero con la popolazione locale, dando vita a una distinta popolazione Celto-Ligure. I Galli-Boi sono sottomessi dalla potenza romana nel 193 a.C. Inizia così il processo di latinizzazione della popolazione locale, che risulterà nella formazione delle lingue Gallo-Romanze di cui il dialetto vignolese fa parte.
I toponimi locali, nonché i reperti archeologici offrono una testimonianza, seppur non sempre sicura, dell'avvicendarsi di varie popolazioni sul territorio comunale, dagli Etruschi, ai Liguri, ai Galli ed ai Romani. Si ha testimonianza di un borgo (pagus) Sibinianum e di uno Feronianum, e l'attuale strada pedemontana (antica via Claudia) ricalca una via etrusca che, proveniente dalla Toscana, collegava Bologna a Parma, attraversando il Panaro all'altezza dell'odierna pieve. Il primo documento scritto che reca testimonianza del luogo in cui venne fondata la nuova comunità risale all'anno 826. A seguito di una permuta, l'abate del monastero di Nonantola otteneva la basilica di Santa Maria in Tortiliano e l'«in loco viniole ad saxo», dove successivamente venne edificato il castello. Si ignora la data di costruzione della prima rocca, che un'antica tradizione vuole edificata da sant'Anselmo abate di Nonantola intorno all'anno 800, a difesa dei beni del monastero della zona. Per tutto il periodo di dominio vescovile durato sino al 1247, il castello si configura sempre più come importante "sentinella del Panaro", a controllo del fiume e dell'antica via Claudia. La transazione del territorio vignolese al comune di Modena causò numerosi scontri tra le opposte fazioni dei guelfi e dei ghibellini e il comune di Bologna. Della crisi politica seppe approfittare Gherardo Grassoni che instaurò a Vignola la signoria della sua famiglia, affermando un dominio che durò quasi un secolo, fino a quando gli Estensi si riappropriarono del feudo e con la nomina di un podestà iniziarono ad esercitare la loro signoria diretta (1399). Nel 1401 Niccolò III d'Este donò ad Uguccione dei Contrari di Ferrara il castello e le sue adiacenze e il feudo di Vignola divenne contea con sedici comunità. La Signoria, che durò quasi due secoli, coincise con il periodo di massima prosperità del paese: venne ristrutturato il castello, fu innalzata una nuova cinta muraria e con Ercole Contrari nel 1557 venne fatto erigere, su progetto dell'architetto Jacopo Barozzi, il palazzo antistante la Rocca oggi conosciuto come Palazzo Contrari-Boncompagni o Palazzo Barozzi. Con la morte di Ercole nel 1575, per mancanza di eredi, il marchesato di Vignola tornò agli Este che, su richiesta di papa Gregorio XIII, lo cedettero a Giacomo Boncompagni, suo figlio naturale.
La conquista napoleonica fece decadere definitivamente il dominio della famiglia Boncompagni su Vignola, che in virtù della nuova costituzione repubblicana divenne capoluogo di Cantone del Dipartimento del Panaro. Con la Restaurazione (1814) Vignola entrò a far parte dei domini del duca di Modena Francesco IV d'Asburgo–Este di cui subì il governo autoritario; diversi vignolesi parteciparono ai moti rivoluzionari del 1831, alle guerre d'indipendenza ed alle guerre di conquista garibaldine fino alla creazione del regno d'Italia. L'episodio più significativo della storia del nuovo Comune è legato alla celebrazione solenne svoltasi il 20 ottobre 1872 del bicentenario della nascita dello storico Ludovico Antonio Muratori (1672-1750): in questa occasione venne posata la prima pietra del ponte intitolato al Muratori, inaugurato nel 1876 e sul quale transitò poi la nuova tranvia Vignola – Bazzano – Bologna. Reso inagibile in seguito al bombardamento del 1945, il ponte fu ricostruito per essere poi distrutto dall'alluvione del 1966 e sostituito definitivamente con quello attuale, in cemento armato, inaugurato nel 1969.
La linea tranviaria fu sostituita nel 1938 dalla ferrovia elettrica Casalecchio – Vignola, il cui servizio, sospeso in seguito ai gravi danni subiti nel corso dell'ultimo conflitto mondiale, fu ripreso dopo la riparazione del ponte sul Panaro, per interrompersi alla fine degli anni settanta. Nel 2004 il collegamento è stato riattivato come metropolitana di superficie. La ferrovia Modena – Vignola, inaugurata nel 1888, ha cessato definitivamente la sua attività nel 1970 e sulla ex sede ferroviaria è stata costruita una pista ciclabile.

### Onorificenze
Vignola è stata insignita del titolo di Città dal Presidente della Repubblica Oscar Luigi Scalfaro per le sue caratteristiche storiche, sociali ed economiche nel 1993.

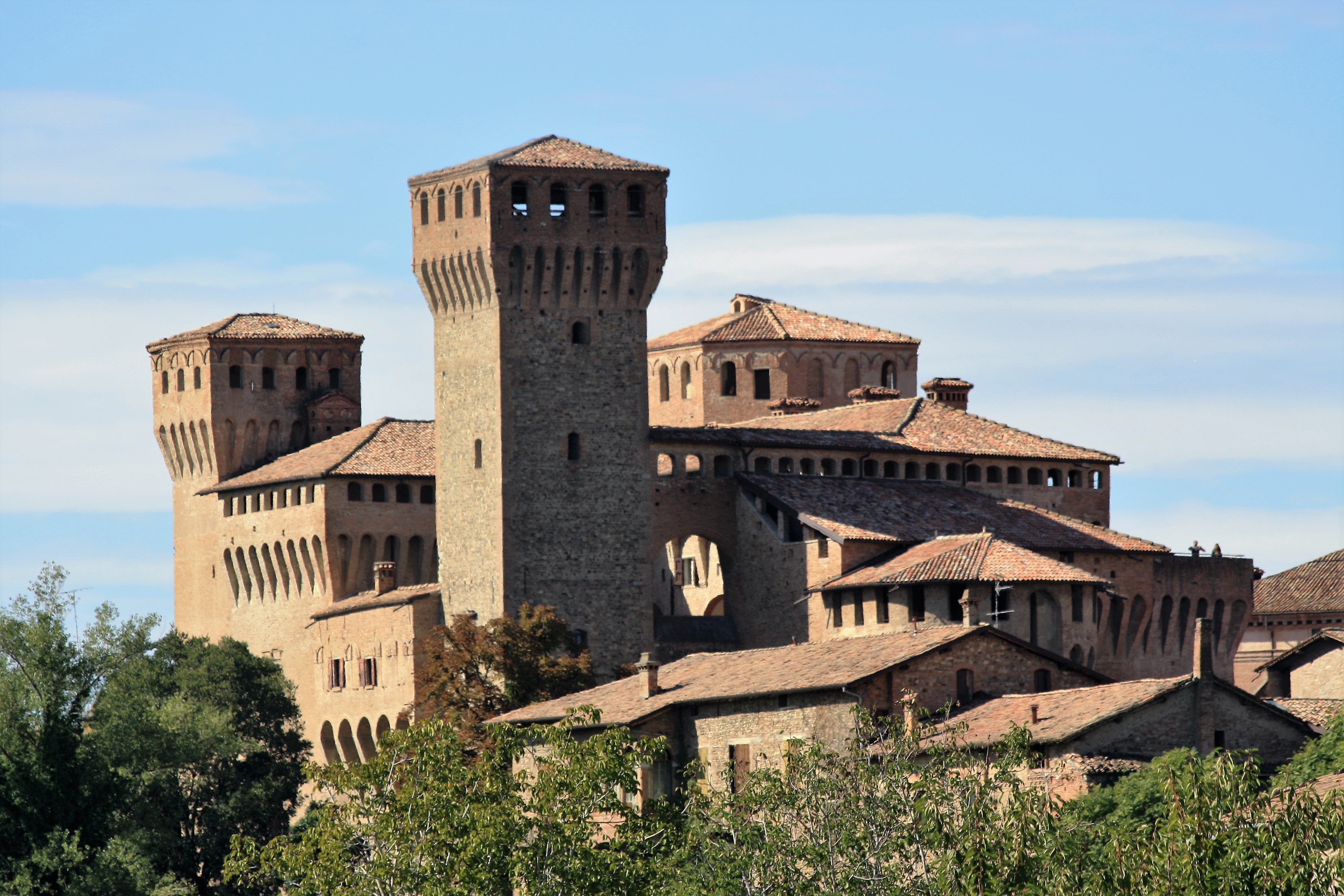
Rocca di Vignola

## Monumenti e luoghi d'interesse
Passeggiando lungo le vie della città è possibile visitare monumenti importanti, quali la rocca e la scala a chiocciola, ed entrare nei numerosi spazi espositivi. Gli amanti della natura possono fare due passi lungo il percorso natura che la collega a Modena (Percorso Sole), oppure, dirigersi verso il vicino comune di Marano sul Panaro per poi procedere verso l'Appennino, arrivando fino a Montese o fino al parco dei Sassi di Roccamalatina. Di recente inaugurazione è poi la pista ciclabile, costruita sul vecchio tracciato ferroviario, che collega anch'essa a Modena.

### Architetture religiose
- Chiesa parrocchiale, intitolata ai Santi Nazario e Celso, è citata per la prima volta in un documento del 1299. Rifatta una prima volta nel XV secolo, fu ricostruita a partire dal 1680 su disegno di Zaccaria Pellini. Vi sono conservati una Pietà in bronzo del Novecento, opera di Ivo Soli, dipinti seicenteschi di Elisabetta Sirani (Madonna fra i santi Antonio e Francesco), Simone Cantarini (San Giovanni evangelista), Francesco Stringa (Madonna e santi) e un'Adorazione dei Magi di scuola bolognese, e un Martirio dei santi Nazario e Celso del pittore ottocentesco Adeodato Malatesta[7][8]
- Santuario della Madonna della Pieve, edificio romanico citato per la prima volta in un documento del 1174. Caduto in rovina fu ricostruito nel 1615 e dell'originale romanico conserva solo la parte absidale. Vi si conserva una statua d'epoca medievale raffigurante la Madonna in trono col Bambino e alcuni frammenti murari in pietra con rilievi che attestano  l'esistenza di un insediamento religioso ancora precedente all'epoca romanica[9] Nei pressi del santuario è presente una statua in bronzo della Sacra Famiglia, opera dello scultore locale Marco Fornaciari[10]
- Chiesa di Santa Maria in Tortiliano, conosciuta come Santa Maria Rotonda, chiesetta a pianta circolare a 2 km da Vignola sulla strada per Maranello. Ricostruita nel 1491 da Bartolomeo Moreni su una precedente di cui si hanno notizie dall'VIII secolo. Caratteristica per la particolare struttura formata da due cilindri sovrapposti con una cupola emisferica, conserva un affresco cinquecentesco raffigurante la Madonna in trono con il Bambino e il fondatore Bartolomeo Moreni, con sullo sfondo una veduta di Vignola[7][11]

### Architetture civili
- Palazzo Contrari-Boncompagni, conosciuto anche come Palazzo Barozzi, costruito intorno alla metà del XVI secolo per Ercole Contrari dall'architetto ferrarese Bartolomeo Tristano ma su disegno di Jacopo Barozzi. Al suo interno, una scala a pianta ovale anch'essa di Bartolomeo Tristano[7][12] Passato ai Boncompagni, nel 1880 il principe Antonio Boncompagni Ludovisi vi fece realizzare degli affreschi dai pittori modenesi Fermo Forti e Angelo Forghieri.[12]
- Rocca di Vignola
- Torre Galvani e giardino pensile
- Casa Natale di Ludovico Antonio Muratori in via F. Selmi 2, in centro storico
- Villa Martuzzi nella frazione Campiglio
- Villa Tosi-Bellucci, oggi sede del municipio; costruita nel XIX secolo, ospita nel proprio giardino il monumento ai caduti e al proprio interno alcune opere d'arte tra le quali il dipinto La Giustizia, la Carità e la Prudenza di Elisabetta Sirani[13].

## Società

### Evoluzione demografica
Abitanti censiti

### Etnie e minoranze straniere
Al 31 dicembre 2023 gli stranieri residenti nel comune sono 4 790, pari al 17,72% della popolazione.

## Cultura

### Istruzione

#### Scuole
A Vignola sono presenti tre istituti di istruzione superiore: l'IIS Agostino Paradisi (ITE Paradisi e Liceo Classico-Scientifico-Linguistico Mario Allegretti), l'IIS Primo Levi (indirizzo scientifico-tecnologico, tecnico-tecnologico, professionale commerciale) e l'IIS Lazzaro Spallanzani (professionale agrario).

#### Musei
È presente il Museo Civico di paleontologia e di mineralogia, il quale ospita la raccolta Bertarelli, donata nel 1991, con 12 000 reperti fossili del Pliocene italiano e inoltre rocce e minerali dalle valli del Panaro e dell'Appennino modenese.

### Teatro

#### Teatro Ermanno Fabbri
Il Teatro Ermanno Fabbri può ospitare fino a 468 spettatori. L'edificio è una struttura multifunzionale e ospita opere teatrali, spettacoli di prosa, concerti, opere liriche, corsi, laboratori e convegni. Costruito dove sorgeva l'ex-cinema Ariston è stato acquistato dal Comune nel 2001. Successivamente è stato predisposto il bando per la vendita, la ristrutturazione e la gestione della struttura, che è stata aggiudicata al Gruppo Fabbri, che ha acquistato l'immobile nel 2003. Lo spettacolo di Gioele Dix "Oblivision Show" ha inaugurato la prima stagione di eventi gestiti da ERT (Emilia Romagna Teatro) sabato 2 ottobre 2010.

#### Teatro Cantelli
Vignola ospita anche il Teatro Cantelli, che può ospitare 100 spettatori e che dal 2014 propone una Programmazione alternativa e sperimentale di Cabaret, Prosa, Musica e Danza. La stagione inizia a novembre e prosegue fino a maggio con spettacoli settimanali. Il Cantelli ospita anche la Scuola di teatro di Vignola.

### Eventi
- Torneo Interregionale indoor "Città di Vignola" di tiro con l'arco - periodo: gennaio-febbraio
- Festa dei ciliegi in fiore - periodo: marzo-aprile
- Rocca in Musica - periodo: maggio e giugno
- Vignola è tempo di Ciliegie - periodo: primo fine settimana di giugno
- Torneo nazionale di tennis femminile Open - Tennis Club L.A. Muratori - Periodo: fine giugno
- Jazz in 'It - Periodo - periodo: ultimo fine settimana di giugno
- Estate a Vignola - periodo: i venerdì di luglio
- Torneo Nazionale di Calcio "Città di Vignola" - periodo: fine agosto - primi settembre
- Bambinopoli - periodo: secondo fine settimana di settembre
- PoesiaFestival - periodo: ultimo fine settimana di settembre
- Autunno a Vignola - periodo: secondo fine settimana di ottobre
- Torneo Internazionale di Scacchi - periodo: secondo fine settimana di novembre
- Natale a Vignola - periodo: dicembre
- Festa del volontariato di Vignola - 13 ottobre, giorno della festa del patrono san Nazario

## Geografia antropica

### Frazioni
- Campiglio (Campî)
- Due Ponti (du pùnt) sotto-frazione di Campiglio
- Bettolino (Bitulèin) detto anche Pratomavore (Pratmavôr)
- Tavernelle (La Tavarnèla)
- Brodano (dal dialetto modenese Bròden) è un quartiere di Vignola, situato in direzione di Spilamberto. Piccolo ma con numerosi edifici di interesse (come la chiesa San Giuseppe o la casa degli Alpini, adiacente ad un parco) Brodano conta circa 10 000 abitanti.[chiarire, dalle fonti in rete non risultano frazioni ma solo località]

## Economia
Nel dopoguerra, Vignola continuò l'attività di valorizzazione della tradizionale vocazione agricola basata sulla produzione della tipica frutta rossa e intraprese la propria crescita artigianale e industriale. Negli anni Sessanta e Settanta Vignola divenne così uno dei principali poli europei del commercio della frutta. Nel momento di massima espansione erano una cinquantina i commercianti ed esportatori attivi nel solo comune di Vignola. Dagli anni Ottanta le difficoltà commerciali che investirono il settore ortofrutticolo hanno ridotto notevolmente il peso del comparto, tanto che oggi il ruolo di Vignola a livello internazionale si è notevolmente indebolito, sebbene il prestigio della famosa "ciliegia di Vignola" rimanga ancora inalterato. Oggi l'economia vignolese si basa prevalentemente sui servizi, l'artigianato ed il commercio. Esiste un forte comparto meccanico ed alcune industrie di livello internazionale, primo fra tutte il Gruppo Fabbri, gruppo industriale tra i leader mondiali nella produzione di macchine e film plastici per il confezionamento alimentare e non.

## Infrastrutture e trasporti
Fra le principali vie di comunicazione di Vignola sono storicamente rilevanti il Panaro stesso, per secoli utilizzato quale via navigabile per l'inoltro delle merci e la già citata via Claudia.

### Strade
Il comune è interessato dalla strada provinciale 569 R di Vignola (ex Strada statale 569 di Vignola) e dalla strada provinciale 623 del Passo Brasa (ex Strada statale 623 del Passo Brasa).

### Ferrovie e tranvie
Nel 1883 la città fu raggiunta dalla tranvia Bologna-Casalecchio-Vignola, seguita nel 1888 dalla ferrovia a scartamento ridotto Modena-Vignola; quest'ultima, trasformata a scartamento ordinario ed elettrificata nel 1932, fu soppressa nel 1975 in un quadro di provvedimenti che miravano a non favorire il trasporto pubblico in sede propria. La tranvia per Bologna fu invece sostituita, nel 1938, dalla parallela ferrovia Casalecchio-Vignola, anch'essa elettrificata; la Stazione di Vignola è inserita quale capolinea del servizio ferroviario metropolitano di Bologna e servita dalle relazioni TPER per il capoluogo.

## Amministrazione

### Gemellaggi
- Barbezieux-Saint-Hilaire, dal 1982
- Witzenhausen, dal 1982
- Angol, dal 1998